# Darracq Type K
La Type K era un'autovettura di fascia media prodotta dal 1903 al 1908 dalla Casa automobilistica francese Darracq.

## Profilo
La Type K fu lanciata nel 1903 sull'onda del successo ottenuto dalla più piccola Type C.
Rispetto a quest'ultima, la Type K era una torpedo indirizzata ad una clientela un po' più facoltosa: era infatti più potente e prestante, e quindi più costosa.
Era equipaggiata da un monocilindrico sistemato in posizione anteriore, della cilindrata di 1281 cm³, ed in grado di erogare una potenza massima di 9 CV.
Fu prodotta fino al 1908.